# Svébohov
Svébohov là một làng thuộc huyện Šumperk, vùng Olomoucký, Cộng hòa Séc.